# Včela medonosná kapská
Včela medonosná kapská (Apis mellifera capensis) je jihoafrický poddruh včely medonosné západní. Hraje hlavní roli v jihoafrickém zemědělství a ekonomice Západního Kapska tím, že opylují plodiny a produkují med v Jižní Africe. Tento poddruh pochází z oblasti Západního Kapska v Jižní Africe na pobřežní straně pohoří Kapských hor.

Včela kapská je mezi poddruhy včel medonosných jedinečná, protože včely dělnice mohou klást diploidní dělničí vajíčka pomocí thelytokie (druh partenogeneze, kdy se samice rodí z neoplozených vajíček), zatímco dělnice jiných poddruhů (ve skutečnosti neoplozené samice prakticky všeho ostatního eusociálního hmyzu) mohou klást 
pouze haploidní (neoplozené), trubčí vajíčka (v případě včel trubčice).

## Morfologie
Včela kapská je tmavší barvy než včela středoafrická (A.m. scutellata) s téměř zcela černým břichem, což ji odlišuje od ostatních afrických včel, které mají na horní části břicha žlutý pás. Další rozdíly, které  umožňují odlišení, je jejich sklon klást více vajíček do jedné buňky a nadzvednutá víčka na jejich plodových buňkách.

## Interakce s africkými včelami
V roce 1990 včelaři převezli včely kapské na sever Jižní Afriky, kde se přirozeně nevyskytují. To vytvořilo problém pro středoafrické populace včel v regionu. Rozmnožování diploidních samic bez oplodnění obchází eusociální hmyzí hierarchii. V důsledku toho "parazitické" včely kapské se v hostitelském včelstvu rozmnožují, zatímco počet včel středoafrických klesá, navíc včely kapské se nevěnují ve stejné míře donášení nektaru. Genetická výhoda thelytokie vede k úbytku středoafrických včel ve včelstvu a finálně ke smrtí včelí matky.

## Dopad na ostatní zvířata
Ačkoli je včela kapská považována za méně agresivní než středoafrická včela, stále může být nebezpečná pro lidi a zvířata, zejména pokud se včely vyrojí a brání se. V roce 2021 byla skupina šedesáti afrických tučňáků zabita včelami kapskými ve velmi vzácném případě, kdy se tučňáci dostali do kontaktu s místním úlem.

## Stav ohrožení a ochrany
Ačkoli je tento poddruh oficiálně klasifikován jako „neohrožený“, existují obavy, že by mohl ve svém přirozeném prostředí v Západním Kapsku ubývat. Hrozby pro poddruh zahrnují omezený přístup ke kvetoucím rostlinám z důvodů pěstování pícnin, nemocem, parazitům a používání pesticidů a insekticidů.
V prosinci 2008 se rozšířil mor včelího plodu na populaci včel medonosných v Západním Kapsku a do roku 2015 infikoval a zničil odhadem čtyřicet procent populace včel v regionu.
V roce 2017 bylo zničeno více než 300 včelstev a dalším včelstvům hrozil hlad, když se v oblastí Knysna v Západním Kapsku prohnaly velké požáry.  Další požáry ve stejnou dobu v oblasti Thornhill (poblíž Port Elizabeth) zničily dalších 700 včelstev.
Používání pesticidů v zemědělském sektoru bývá někdy podezřelé. Je znám nejméně jeden velký incident, kdy na vinařských farmách Constantia zahynulo odhadem 100 včelstev.
Existuje jihoafrická nezisková iniciativa Honeybee Heroes' Adopt-A-Hive která vede projekt ochrany včely kapské. Organizace chová přes 700 úlů včely medonosné, a také se věnuje zvyšování počtu populace včely kapské v Západním Kapsku.